# زغبورة حشوية
زغبورة حشوية (الاسم العلمي:Stigmella viscerella) هي نوع من الحشرات تتبع جنس الزغبورة من فصيلة السليلات.